# Eesti Vabadusvõitluse Muuseum
Eesti Vabadusvõitluse Muuseum – prywatne muzeum historii wojskowości w Lagedi niedaleko Tallinna. 
Placówka specjalizuje się w wystawach na temat walk zbrojnych prowadzonych na terenie Estonii w okresie II wojny światowej oraz w udziale w nich Estończyków.
Na terenie muzeum znajduje się tzw. Pomnik z Lihuli.